# Pánd
Pánd é um município da Hungria, situado no condado de Peste. Tem 22,21 km² de área e sua população em 2015 foi estimada em 1.912 habitantes.